# Cesare Salvadori
Cesare Salvadori, född 22 september 1941 i Turin, död 8 augusti 2021 i Turin, var en italiensk fäktare.
Han tog OS-guld i herrarnas lagtävling i sabel i samband med de olympiska fäktningstävlingarna 1972 i München.